# Ненси Спанџен
Ненси Лора Спанџен (енгл. Nancy Laura Spungen /ˈspʌndʒən/ ; 27. фебруар 1958 — Њујорк Сити, 12. октобар 1978) била је девојка басисте групе Секс пистолс Сида Вишоса и протагониста панк рок сцене седамдесетих година двадесетог века. Њен живот и њена смрт били су предмет контроверзи међу историчарима музике и поклоницима групе Секс пистолс.
Одрасла је у Филаделфији. У 15. години дијагностикована јој је схизофренија. Пошто је избачена са колеџа, отишла је у Лондон у којем је панк рок био на свом врхунцу и спријатељила се са Сидом Вишосом. Веза је била пуна насиља и коришћења дрога. Због скандалозног понашања, британска штампа је Спанџенову прозвала „одвратна Ненси“. Након распада групе Секс пистолс, пар се преселио у Њујорк и изнајмио собу у хотелу „Челси“. Живот у хотелу им се свео на посете наркодилера и на свакодневно дрогирање.
Октобра 1978. Спанџенова је пронађена мртва у купатилу са убодном раном у пределу абдомена. За убиство је оптужен Сид Вишос, а случај никада није доспео на суд, будући да је Вишос умро у фебруару 1979. од прекомерне дозе хероина. У наредним годинама су се појавиле спекулације да је Спанџенову убио трговац дрогом који их је често посећивао.

## Живот
Рођена је у болници Универзитета у Пенсилванији у Филаделфији као ћерка Деборе и Френка Спанџена. На свет је дошла са озбиљном цијанозом, а умало није умрла од недостатка кисеоника задавивши се пупчаном врпцом. Одрасла је Хантингтон Валију, предграђу Филаделфије. Године 1977. напустила је родитељску кући и као групи девојка почела да прати бендове као што су Рамонс, Аеросмит и Њујорк долс. Пре одласка у Лондон радила је као стриптизета у Њујорку. Према исказу њене мајке, Ненси је боловала од схизофреније. У раном детињству преболела је и жутицу. Спанџенова је била зависна од хероина и више пута је покушала самоубиство. Својим аутодеструктивним начином живота симболизовала је идеологију панк покрета и са Сидом Вишосом постала његова икона.
Након разлаза Секс пистолса, Спанџенова се као менаџер старала о соло каријери Сида Вишоса. Октобра 1978. пронађена је избодена у купатилу собе број 100 у хотелу „Челси“. Вишос је притворен због сумње за убиство, али је уз кауцију од 50.000 долара, коју је платила издавачка кућа Верџин рекордс, пуштен на слободу. Вишос се никад није појавио пред судом, будући да је 2. фебруара 1979, непосредно пред суђење, умро од прекомерне дозе хероина. И данас су актуелне спекулације да никад није преболео смрт своје дружбенице и да је због тога извршио самоубиство.
Године 1986. редитељ Алекс Кокс снимио је филм „Сид и Ненси“ о краткој и конфликтној вези Сида Вишоса и Ненси Спанџен, а 1995. немачки глумац Бен Бекер, са својом сестром Мерет Бекер, написао је и режирао позоришни комад о Сиду и Ненси.
Ненси Спанџен је сахрањена на гробљу „Краља Давида“ у Бенсејлему, Пенсилванија.
Дебора Спанџен, Ненсина мајка, написала је и објавила биографију Ненси Спанџен.